# Delia Sescioreanu
Delia Sescioreanu Mask (n. 16 martie 1986, Timișoara, România) este o fostă jucătoare de tenis română.
Sescioreanu a câștigat cinci titluri la simplu și două titluri la dublu în turneele ITF din cariera ei. La 11 octombrie 2004, a ajuns la cea mai bună clasare la simplu din lume, numărul 145. Pe 5 aprilie 2004, a atins  locul 235, punctul culminant în clasamentul de dublu.

## Cariera

### 2004
Sescioreanu a câștigat trei meciuri de calificare pentru a avansa pe tabloul principal la Palermo. Ea a jucat cu italianca Rita Grande în primul tur, învingându-o la seturi pe fostul număr 24. În turul doi a pierdut cu Slovena Katarina Srebotnik.

### 2005
Sescioreanu și-a făcut debutul pe  tabloul principal într-un turneu WTA la Open Hyderabad 2015. A pierdut în primul tur cu indianca Sania Mirza.

## Finale în circuitul ITF (7–5)

### Simplu (5-2)
| Legendă                    |
| -------------------------- |
| Turnee 100.000 $           |
| Turnee 75.000 $ / 80.000 $ |
| Turnee 50.000 $ / 60.000 $ |
| Turnee 25.000 $            |
| Turnee 15.000 $            |
| Turnee 10.000 $            |

| Suprafața finalei |
| ----------------- |
| Hard (0-0)        |
| Zgură (5-2)       |
| Iarbă (0-0)       |
| Carpet (0-0)      |

| Rezultat     | No. | Data               | Turneu                        | Suprafață | Adversară         | Scor            |
| ------------ | --- | ------------------ | ----------------------------- | --------- | ----------------- | --------------- |
| Câștigătoare | 1.  | 12 mai 2002        | Zaton, Croația                | Zgură     | Nina Bratchikova  | 6–4 6–4         |
| Câștigătoare | 2.  | 5 august 2002      | Gdynia, Polonia               | Zgură     | Marta Domachowska | 7–6 (9), 6–1    |
| Câștigătoare | 3.  | 26 august 2002     | București, România            | Zgură     | Olena Antypina    | 6–1 6–4         |
| Câștigătoare | 4.  | 29 septembrie 2002 | Trenčianske Teplice, Slovacia | Zgură     | Hana Šromová      | 7–5 4-2 ret     |
| Câștigătoare | 5.  | 10 martie 2003     | Makarska, Croația             | Zgură     | Sanda Mamić       | 6–4, 6–2        |
| Finalistă    | 1.  | 24 martie 2003     | Roma, Italia                  | Zgură     | Zuzana Kučová     | 3–6 7–6 (5) 0–6 |
| Finalistă    | 2.  | 7 septembrie 2004  | Fano, Italia                  | Zgură     | Ana Ivanovic      | 2–6 4–6         |

### Dublu (2-3)
| Legendă                    |
| -------------------------- |
| Turnee 100.000 $           |
| Turnee 75.000 $ / 80.000 $ |
| Turnee 50.000 $ / 60.000 $ |
| Turnee 25.000 $            |
| Turnee 15.000 $            |
| Turnee 10.000 $            |

| Suprafața finalei |
| ----------------- |
| Hard (0-0)        |
| Zgură (2-3)       |
| Iarbă (0-0)       |
| Carpet (0-0)      |

| Rezultat     | No. | Data              | Turneu                   | Suprafață | Parteneră            | Adversare                                          | Scor          |
| ------------ | --- | ----------------- | ------------------------ | --------- | -------------------- | -------------------------------------------------- | ------------- |
| Finalistă    | 1.  | 23 iulie 2002     | Horb am Neckar, Germania | Zgură     | Ruxandra Marin       | Svetlana Mossiakova Liudmila Nikoyan               | 6–7 (4) 1–6   |
| Finalistă    | 2.  | 10 noiembrie 2002 | Le Havre, Franța         | Zgură (i) | Dragana Ilic         | Bianca Kamper Nicole Remis                         | 2–6 2–6       |
| Finalistă    | 3.  | 27 aprili 2003    | Taranto, Italia          | Zgură     | Nicole Remis         | Natalie Grandin Kim Grant                          | 2–6 1–6       |
| Câștigătoare | 1.  | 3 mai 2003        | Maglie, Italia           | Zgură     | Edina Gallovits-Hall | Nuria Llagostera Vives María José Martínez Sánchez | 6–4 4–6 6–3   |
| Câștigătoare | 2.  | 6 septembrie 2004 | Fano, Italia             | Zgură     | Andreea Ehritt-Vanc  | Mervana Jugić-Salkić Darija Jurak                  | 7–5, 1–6, 6–2 |